# دروی
شهر دروی (به فرانسوی: Draveil) در شهرستان اسون در ناحیه ایل-دو-فرانس با جمعیت ۲۸٬۷۳۶ نفر در کشور فرانسه واقع شده‌است